# Heinrich Gottfried von Bretschneider
Johann Heinrich Gottfried von Bretschneider (* 6. März 1739 in Gera; † 1. November 1810 in Krinitz) war ein deutscher Offizier, Bibliothekar, Kunstsammler und Schriftsteller.

## Leben und Wirken
Von Bretschneider war ab 1745 Zögling des herrnhutischen Instituts Ebersdorf, besuchte anschließend das Gymnasium in Gera und trat 1755 in den sächsischen Militärdienst. In der Schlacht bei Kolin wurde er verwundet und geriet in preußische Gefangenschaft. Bretschneider kämpfte 1761 als Rittmeister im preußischen Freicorps von Gschray gegen die Franzosen. 1767 war er Landeshauptmann und 1769 Major in Idstein im Nassau-Usingischen.
Bretschneider unternahm von 1772 bis 1773 Studienreisen nach Frankreich, Holland und England. 1776 versuchte er sich in Wien niederzulassen. Von 1776 bis 1778 war er stellvertretender Kreishauptmann von Werschetz. Im Juli 1776 gelang es ihm die Stelle als stellvertretenden Kreishauptmanns in Temeswar bei Graf Niczky zu erwirken, wurde aber im März 1780 als kaiserlicher Rat und Bibliothekar nach Ofen versetzt.
Bretschneider wurde 1783 von Kaiser Joseph II. nach Wien berufen und erhielt da den Auftrag, die Gasellischen Bücher zu übernehmen und dieselben nach Lemberg zu überführen, wohin er selbst versetzt und 1793 zum Gubernialrat ernannt wurde. 1808 trat er als Hofrat in den Ruhestand. Bretschneider starb auf dem Gut Krinitz seines Freundes Graf Wrtby.
Der Feldmarschalleutnant und Stadtkommandant von Mailand Friedrich von Bretschneider war sein Sohn.

## Werke
- Verbesserung des Nahrungsstandes und der Bevölkerung des Temeser Banats, Wien
- Graf Essau. Komisches Heldengedicht, Wien 1768
- Papilloten, Wien 1769
- Mordgeschichte von dem jungen Werther, Wien 1775
- Familiengeschichte des Junkers Ferdinand von Thron, Wien 1775
- Rede bei Errichtung des Temeswarer Komitats den 22. Brachmonat 1779, Temeswar Heimerl 1779
- Auf die Ankunft seiner Excellenz des Grafen Karl Pálffi von Erdöd, kgl. Hofcommissar zur feierlichen Einrichtung der Hohen Schule zu Ofen, Ofen 1780
- Fabel, Romanzen und Sinngedichte, Pest 1781
- Vorbericht und Anmerkungen zur philosophischen Geschichte der heutigen Freimaurer und Antifreimaurer, Wien 1786
- Almanach der Heiligen, Wien 1789
- Antwort eines polnischen Edelmanns in der Republik an seinen Freund in Galizien, Warschau 1790
- Die freiwillige Beisteuer. Vorspiel,  Wien 1793
- Georg Wallers Leben und Sitten, Wien 1793
- Eine entsetzliche Mordgegeschichte von dem jungen Werther, wie sich derselbe den 21. December durch einen Pistolenschuß eigenmächtig ums Leben gebracht, Leipzig 1910